# Alba (motocykl)

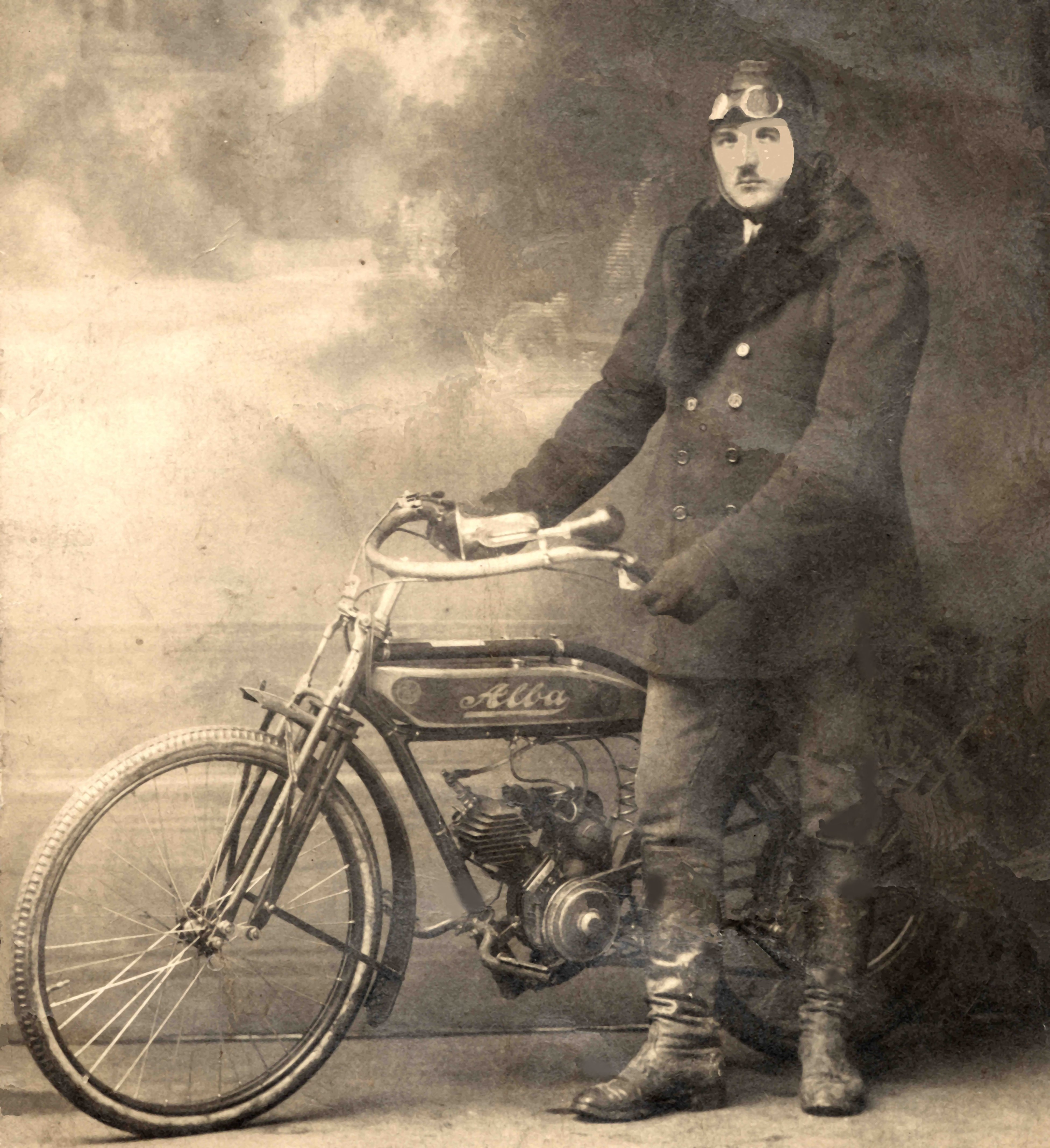
Motocykl Alba z motocyklistą (1920)

Alba – marka motocykli produkowanych w podszczecińskim Mierzynie przed II wojną światową.

## Historia
Fabryka "Alba" (niem. Fabrik für Motoren und Motofahrzeuge Alba-Werke Stettin G.m.b.H.) powstała w 1918 roku. Jej właścicielem był Albert Baruch. Produkcja obejmowała jednoślady, silniki motocyklowe i części zamienne. Pierwsze motocykle były prostymi konstrukcjami bez skrzyni biegów i sprzęgła, wyposażonymi w jednocylindrowe, czterosuwowe silniki o mocy 1,5 KM. W późniejszym okresie zwiększono moc silników (do 3-4 KM) oraz wyposażono pojazdy w niezbędne urządzenia (dwubiegową skrzynię biegów, sprzęgło, nożny rozrusznik). Zwiększono również wachlarz produkcji wprowadzając do oferty trójkołowe motocykle towarowe ze skrzynią ładunkową.
Produkty firmy były eksportowane do wielu krajów, motocykle brały udział w wielu zawodach i rajdach.
W 1926 firma z powodów ekonomicznych ogłosiła upadłość.

## Charakterystyka techniczna motocykla Alba (model 1919)

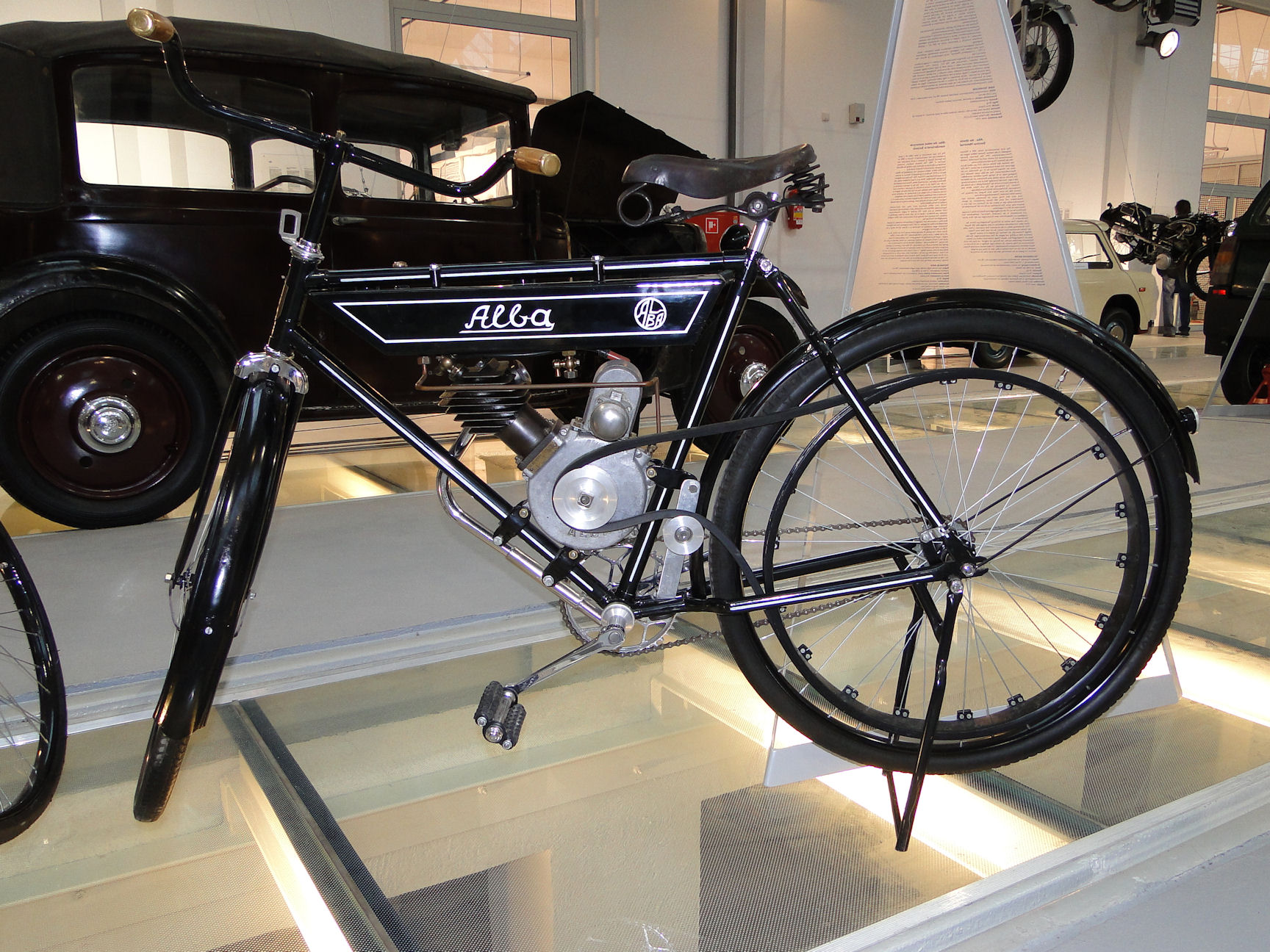
Motocykl Alba (1919)

Model pochodzi z wczesnego okresu działalności firmy Alba. Nie był wyposażony w skrzynię biegów, ani w sprzęgło. Zbiornik (podwieszony do ramy) posiadał dwie komory: do jednej wlewano paliwo, do drugiej olej silnikowy. Olej ten pompowany był do silnika przy pomocy ręcznej pompki. Oświetlenie przednie zapewniała lampa karbidowa.
Rozruch odbywał się przy pomocy pedałów. Przeniesienie napędu z silnika na tylne koło jezdne następowało przez skórzany pas klinowy. By zapewnić odpowiednie przełożenie i zapobiec ślizganiu się pasa napędowego, tylne koło pasowe posiadało znaczną średnicę (niewiele mniejszą od średnicy koła jezdnego) i przymocowane było nie do piasty, lecz do szprych koła.

## Dane techniczne
- silnik: czterosuwowy, jednocylindrowy, o pojemności skokowej 198 cm3 i mocy maksymalnej 1,5 KM przy 2500 obr./min
- przeniesienie napędu na tylne koło: skórzany pas klinowy
- rozruch: przy pomocy pedałów
- waga: 30 kg
- materiał: rama - stalowa, tłok i cylinder silnika - żeliwne, obudowa silnika ze stopu aluminium
- rok produkcji: 1919

Motocykl "Alba" jest eksponowany w Muzeum Techniki i Komunikacji w Szczecinie.